# Planeta Sheen
Planeta Sheen (Planet Sheen en inglés) es una serie animada de televisión creada por Keith Alcorn y Steve Oedekerk para la cadena Nickelodeon. Está inspirada en Sheen Estevez, el amigo de Jimmy Neutrón de la serie del mismo nombre. Se estrenó el 2 de octubre de 2010 en Nickelodeon antes del estreno de T.U.F.F. Puppy. Es producida por Steve Oedekerk y fue creada por Keith Alcorn y Steve Oedekerk. Es el primer spin-off de The Adventures of Jimmy Neutron: Boy Genius; sin embargo, Sheen es el protagonista de la serie, además de que Jimmy Neutrón, Libby Folfax (la novia de Sheen), Cindy Vortex u otros de los personajes de Las Aventuras de Jimmy Neutrón no aparecen en la serie. La serie en Estados Unidos ha tenido muchos retrasos, bajos índices de audiencia y críticas negativas; y los episodios restantes de la serie, no fueron transmitidos por Nickelodeon en Estados Unidos, sino por su canal hermano Nicktoons, desde el 4 de mayo de 2012, hasta el 15 de febrero de 2013. En Latinoamérica la serie finalizó mucho antes que Estados Unidos, el 26 de agosto de 2012, como ya ha ocurrido con otras series con muy poco éxito y audiencia en el canal, como The Troop, Fanboy y Chum Chum y Las Aventuras de Bucket & Skinner.

## Sinopsis
La serie es protagonizada por Sheen Estévez y sus aventuras, ya que después de agarrar un cohete de Jimmy Neutrón aterrizó al planeta Zeenu. Sheen debe de aprender a tratar las extrañas criaturas de Zeenu.
- Como un bandido nombrado Dorkus
- De una princesa atraída hacia él.
- El de un chimpancé que habla llamado Nesmith.

Sheen debe aprender a lidiar con este planeta para poder regresar a su planeta Tierra. Pero él quiere quedarse en el planeta Zeenu.

## Personajes
Sheen Estevez: Un chico de 11 años, es el protagonista de la serie que accidentalmente aterriza en el planeta Zeenu, donde convive con muchas aventuras. En el primer episodio su vestuario es igual a la de la película y serie de Jimmy Neutrón, el Niño Genio, con una camiseta azul con el logo de Ultra-Lord (que más tarde fue borrado de la misma al ingresar a Zeenu) pantalones negros y un peinado con gel, tiene su actitud loca de siempre, aunque más loca que antes y a pesar de que en esta serie parece haber madurado un poco. Su rival es Dorkus, su amigo es el Chimpancé Nesmith. En los demás episodios tiene otro vestuario, parecido al de un astronauta, aunque no haya aparecido en el primer capítulo, al parecer se lo dio su amigo Nesmith. A pesar de que disfruta mucho el planeta Zennu, lo que más quiere es regresar a la Tierra: extraña a su familia, al igual que a sus amigos. Se llama Sheen Estévez, pero en varios episodios se inventa otros alter ego. Él nunca supo que Dorkus lo odiaba y lo trataba como un amigo. La crítica rechazó el cambio en la personalidad de Sheen, así como la falta de carisma, el humor absurdo y crudo, la falta de moralejas, la nueva actitud mandona de Sheen, y falta de referencias a la saga de Jimmy Neutrón.
Nesmith: Un Chimpancé (aunque Sheen lo llama mono), que fue enviado al espacio para una misión de conocer nuevos planetas, lamentablemente se quedó en el planeta Zennu, Tiene un traje de astronauta, Se hizo amigo de Sheen, después de conocerlo, odia que le digan mono, Puede hablar, Es excelente en estudio, aunque no lo aprecien por eso. Está en el libro de animales graciosos.
Dorkus: El personaje más malvado de la serie, odia a Sheen por quitarle el puesto al rey y por destrozarle su casa. Tiene un mini-esclavo; un murciélago con un ojo grande de color amarillo (Aunque en el fondo lo quiere, lo aprecia y es su amigo), su vestuario es una capa negra y su piel es de color verde, Tiene unos dientes exageradamente largos, Sheen le dice Tontus debido a que su nombre suena torpe. Siempre se le destruye su casa al final de los episodios.
Pinter: Zeenuiano que ayuda a Dorkus en sus planes para destruir a Sheen, es pequeño, amarillo, tiene un solo ojo, tiene alas de murciélago.
Doppy: Es un extraterrestre con gran parecido a Carl Weezer, el amigo gordo de Jimmy Neutrón. Es una babosa zeenuiana. 
Aseefa: Es guerrera de una tribu, que le gusta la música holandesa.
Emperador: Se impresiona con las cosas tontas que dice Sheen.
Princesa Oom: Siempre quiere estar con Sheen debido a que lo ama y tiene dos caras.

## Recepción
Planeta Sheen fue uno de los proyectos animados más ambiciosos de Nickelodeon, estaba programado para estrenarse en 2009. Este spin-off de Las aventuras de Jimmy Neutrón fue objeto de una intensa campaña promocional, generando gran expectativa tanto entre los fanáticos de la serie original como en el público general. Sin embargo, a diferencia de Jimmy Neutrón, creada y supervisada por John A. Davis y producida por DNA Productions, Planeta Sheen fue duramente criticada por expertos, revistas especializadas, seguidores de la serie original y la audiencia en general. Las principales críticas señalaron la falta de humor, carisma, profundidad narrativa y un guion coherente, que se centraba excesivamente en los deseos egocéntricos o malintencionados de Sheen. Además, el personaje perdió la esencia de su personalidad original y las referencias a Jimmy Neutrón fueron prácticamente inexistentes, lo que decepcionó a los seguidores.
Otro aspecto ampliamente cuestionado fue la calidad de la animación, considerada por muchos, incluidos los fanáticos y expertos en animación, como deficiente y poco atractiva. Los episodios presentaban errores notorios en los diseños de personajes y escenarios, algunos descritos como grotescos. Esta baja calidad se atribuyó a que Planeta Sheen fue producida por Omation Animation Studio, tras el cierre de DNA Productions en 2006, el estudio responsable de la exitosa animación de Jimmy Neutrón. Posteriormente, los responsables de Omation admitieron haber reciclado escenarios de otras series como Back at the Barnyard y Fanboy & Chum Chum, lo que contribuyó a la percepción de descuido en la producción.
Las críticas también se extendieron a la actuación de voz y la banda sonora. Las interpretaciones vocales fueron percibidas como poco convincentes, mientras que la música, escasa y poco memorable, no logró captar la energía de la serie original. En una entrevista, John A. Davis, creador de Jimmy Neutrón, expresó su desvinculación total con Planeta Sheen, aclarando que Nickelodeon utilizó al personaje de Sheen únicamente como gancho comercial, sin consultarlo para el desarrollo creativo del programa. Davis también señaló que Sheen, concebido como un personaje secundario de apoyo cómico en la serie original y la película de Jimmy Neutrón, no era idóneo para protagonizar su propia serie, una decisión que, según él, estaba destinada al fracaso.
Antes de su estreno, Planeta Sheen fue promocionada con gran entusiasmo junto a otras series emblemáticas de Nickelodeon como Fanboy & Chum Chum, Los pingüinos de Madagascar, Bob Esponja y Los padrinos mágicos entre 2010 y 2011. Aunque el episodio piloto atrajo una audiencia considerable, la calidad decreciente de los capítulos posteriores provocó una caída abrupta en los índices de audiencia. En 2011, los bajos ratings en Nickelodeon obligaron a trasladar los episodios finales a Nicktoons, un canal secundario. A pesar de la masiva campaña publicitaria, la serie fue un fracaso no solo en Estados Unidos, sino también en mercados internacionales como Europa y Asia, donde muchos episodios ni siquiera se emitieron.
En América Latina, aunque se transmitieron todos los capítulos, Planeta Sheen no estuvo exenta de controversias. Los fanáticos latinoamericanos de Jimmy Neutrón criticaron el cambio en el doblaje, ya que la serie fue producida en Venezuela en lugar de México, donde se había doblado la serie original. Al igual que en Estados Unidos, la serie fue recibida con apatía y desinterés por parte de la audiencia. En la región, Planeta Sheen dejó de emitirse un año antes de su cancelación en Estados Unidos, donde finalizó en 2012. Desde entonces, la mayoría de las cadenas de televisión en América Latina no han vuelto a transmitir la serie, no seria hasta el 2022 donde seria transmitida en la plataforma Paramount+.
Nickelodeon había concebido Planeta Sheen con la esperanza de replicar el éxito de Jimmy Neutrón y posicionarla como una competidora fuerte en el panorama del entretenimiento infantil. Sin embargo, las críticas abrumadoramente negativas y la pérdida de audiencia obligaron a los productores a descartar gran parte de la trama original y a reciclar ideas en los episodios existentes. En 2011, la serie fue relegada a Nicktoons, donde sufrió retrasos significativos, y muchos de sus episodios finales no se emitieron en los canales principales de Nickelodeon. La abrupta retirada de la serie dejó varias tramas inconclusas y un final abierto.
Aunque Planeta Sheen finalizó su emisión en 2012, no fue hasta 2013 que Nickelodeon anunció su cancelación definitiva. Esta decisión marcó el fin de un proyecto que no solo dejó inactivo al estudio O Entertainment, sino que también pasó a la historia como uno de los mayores fracasos de la animación de Nickelodeon. Actualmente, Planeta Sheen es considerada una de las peores series animadas de la década de 2010 y uno de los spin-offs más fallidos de la televisión. Su legado perdura como un recordatorio de los riesgos de explotar personajes secundarios sin una visión creativa sólida, consolidándola como un capítulo infame en la trayectoria de Nickelodeon. 

## Episodios
| Temporada | Temporada | Episodios | Temporada en Estados Unidos | Temporada en Estados Unidos | Temporada en Latinoamérica | Temporada en Latinoamérica | Temporada en España    | Temporada en España     |
| Temporada | Temporada | Episodios | Inicio de la Temporada      | Final de Temporada          | Inicio de la Temporada     | Final de Temporada         | Inicio de la Temporada | Final de Temporada      |
| --------- | --------- | --------- | --------------------------- | --------------------------- | -------------------------- | -------------------------- | ---------------------- | ----------------------- |
|           | 1         | 26        | 2 de octubre de 2010        | 15 de febrero de 2013       | 6 de junio de 2011         | 26 de agosto de 2012       | 15 de abril de 2011    | 22 de noviembre de 2013 |

La serie finalizó primero en Latinoamérica antes que en Estados Unidos, quizás debido a sus bajos índices de audiencia, varios atrasos de episodios en Estados Unidos, y a muchas críticas negativas hacia esta serie.